# Medvode
Medvode este un oraș din comuna Medvode, Slovenia, cu o populație de 4.655 de locuitori.